# محمد المحيا
محمد المحيا (24 أكتوبر 1984 -)، إعلامي ومدرب سعودي. يعمل في التلفزيون السعودي ومدرب في أكاديمية الاعلام الالكتروني، وكاتب نشر مقالاته في مجلة إذاعة وتلفزيون الخليج.

## نشأته
- بكالوريوس إعلام – تخصص إذاعة وتلفزيون، من جامعة الملك سعود[3]، ويقوم الآن بالتحضير لشهادة الماجستير في تخصص الصحافة والنشر الإلكتروني.

كما حصل على العديد من الدورات التدريبية من معهد الإدارة في العاصمة السعودية الرياض ومنها:
- دورة في فن الكتابة للإذاعة والتلفزيون.
- دورة في مهارات المذيع الناجح.
- دورة في فن تقديم البرامج الحوارية.
- دورة في المهارات الذاتية.
- دورة في القيادي المحترف.

## مسيرته الإعلامية
كان دخوله للإعلام كمساعد لمدير مركز المجد للتدريب الاعلامي عام 2003 ، وفي عام 2004 عمل كمراسل للتلفزيون السعودي القناة الأولى من منطقة عسير ، ثم انتقل بعدها إلى الرياض حيث تم تعيينه كمذيع رسمي في التلفزيون السعودي  وخلال عمله في التلفزيون السعودي فقد عمل أيضا مدير مكتب ومراسل لقناة العالم الإخبارية الإيرانية من مكتبها في السعودية وذلك في الفترة من عام 2004 وحتى عام 2006  ، ثم انتقل بعد ذلك ليعمل مدير مكتب ومراسل لقناة الرأي الكويتية من مكتبها في السعودية  ، واستمر فيها حتى عام 2008 حيث عمل كمنتج أخبار لقناة إم بي سي (توضيح) من مكتبها في السعودية ، وفي عام 2011 كمحاضر ومدرب CBP في معهد الخليج، ومحاضر ومدرب في مجال العلاقات العامة والاعلام. ، وفي عام 2013 عمل محاضر ومدرب في أكاديمية الاعلام الإلكتروني في الرياض .

## دورات تدريبية قام بتقديمها
- دورة (صناعة القيادي الناجح) واستفاد منها مدراء عموم السجون في السعودية وأقيمت في محافظة جدة .
- دورة (صناعة القيادي الناجح) واستفاد منها مدراء الشؤون المالية بالمديرية العامة للسجون وأقيمت في جدة .
- دورة (صناعة القيادي الناجح) واستفاد منها عدد من المدراء في عدد من القطاعات الخاصة وأقيمت في الرياض .
- دورة (المهارات الإعلامية والعلاقات العامة) واستفاد منها موظفوا العلاقات العامة في مستشفيات القوات المسلحة وأقيمت في الرياض .
- دورة (القيادة والإدارة) واستفاد منها عدد من موظفي وزارة الداخلية وأقيمت في مدينة الخبر .
- دورة (فن كتابة السيناريو) واستفاد منها عدد من موظفي وزارة الداخلية وأقيمت في الرياض .

## برامج تولى تقديمها
بالإضافة لتقديمه لنشرات الأخبار كمذيع رسمي ومعتمد ، فقد قدم العديد من البرامج ومنها:
- الصيف والناس [8] ، وكان يقدم من منطقة عسير وتنقل بين محافظاتها، ويقوم بنقل مشاعر الناس وانطباعاتهم في الإجازة الصيفية
- برنامج (مع الصباح) وهو برنامج صباحي منوع[9] تم عرضه على شاشة التلفزيون السعودي ، ويحتوي على العديد من الفقرات السياسية والاقتصادية والمنوعة ومتابعة لحركة السير في الرياض .
- برنامج (قهوة الصباح) وهو النسخة الثانية لبرنامج مع الصباح [10] ، وهو برنامج صباحي منوع يحتوي على العديد من الفقرات التي تهتم بالسياسة والاقتصاد والرياضة والتقارير المنوعة ومطالعة لجديد الصحف السعودية والكاريكاتير وأخبار الفن
- نزاهة [11] وهو برنامج من إنتاج التلفزيون السعودي و هيئة مكافحة الفساد وتم خلاله طرح العديد من المواضيع التي تهتم بمكافحة الفساد ووضع الحلول الكفيلة بمكافحته، واستضاف البرنامج عدد من الشخصيات الهامة من علماء ومفكرين وإعلاميين.

## الحالة الاجتماعية
الأستاذ محمد المحيا متزوج ولديه ابنتين هما: لمى ولمياء 

## وصلات خارجية
- لقاء برنامج هلا بحرين مع المذيع محمد المحيا
- المذيع محمد المحيا يرزق بإبنته لمى
- المذيع محمد المحيا إلى المرتبة الثامنة
- لقاء جريدة الشرق مع المذيع السعودي محمد المحيا نسخة محفوظة 3 أغسطس 2016 على موقع واي باك مشين.